# Silke Hars
Silke Hars (* 23. Februar 1952 in Reimersbude/Nordfriesland) ist eine deutsche Politikerin (CDU).

## Leben
Hars besuchte die Volksschule, die Realschule und die Fachschule und arbeitete als Verlegerin.

## Politik
Im Jahr 1982 trat Hars in die CDU ein. Sie war Kreisvorsitzende der Wirtschafts- und Mittelstandsvereinigung Nordfriesland und Mitglied im Landesvorstand der MIT Schleswig-Holstein. Von 1992 bis 2000 war sie Mitglied des Landtages von Schleswig-Holstein. 1996 wurde sie im Landtagswahlkreis Husum-Land direkt gewählt.